# Saltos ornamentais nos Jogos Olímpicos de Verão de 1912
Os saltos ornamentais nos Jogos Olímpicos de Verão de 1912 foram realizados em Estocolmo, na Suécia, com quatro eventos disputados. Pela primeira vez um evento feminino foi incluído no programa dos saltos ornamentais.

## Eventos dos saltos
Masculino: Trampolim de 3 m | Plataforma de 10 m | Salto simples em altura 

Feminino: Plataforma de 10 m

## Trampolim de 3 m masculino
| Pos. | País           | Atletas      |
| ---- | -------------- | ------------ |
|      | Alemanha (GER) | Paul Günther |
|      | Alemanha (GER) | Hans Luber   |
|      | Alemanha (GER) | Kurt Behrens |

### Primeira fase
Os dois saltadores com maior número de pontos em cada eliminatória mais os dois melhores saltadores não classificados avançaram para a final.
Eliminatória 1
| Pos | Saltador             | Pontos |
| --- | -------------------- | ------ |
| 1   | GER Kurt Behrens     | 80.14  |
| 2   | GER Paul Günther     | 78.14  |
| 3   | USA Arthur McAleenan | 68.02  |
| 4   | SWE Ernst Brandsten  | 65.02  |
| 5   | SWE Sven Nylund      | 62.6   |
| 6   | SWE Eskil Brodd      | 62.6   |
| 7   | FIN Oscar Wetzell    | 58.7   |

Eliminatória 2
| Pos | Saltador           | Pontos |
| --- | ------------------ | ------ |
| 1   | SWE John Jansson   | 77.77  |
| 2   | GER Albert Zürner  | 74.64  |
| 3   | SWE Ernst Eklund   | 53.02  |
| 4   | ITA Carlo Bonfanti | 46.81  |

Eliminatória 3
| Pos | Saltador               | Pontos |
| --- | ---------------------- | ------ |
| 1   | GER Hans Luber         | 77.5   |
| 2   | CAN Robert Zimmerman   | 76.6   |
| 3   | USA George Gaidzik     | 74.03  |
| 4   | GBR Herbert Pott       | 73.94  |
| 5   | SWE Ernfrid Appelqvist | 62.61  |
| 6   | SWE Axel Runström      | 58.42  |
| 7   | SWE Erik Tjäder        | 53.56  |

### Final
| Pos | Saltador             | Pontos |
| --- | -------------------- | ------ |
| 1   | GER Paul Günther     | 79.23  |
| 2   | GER Hans Luber       | 76.78  |
| 3   | GER Kurt Behrens     | 73.73  |
| 4   | GER Albert Zürner    | 73.33  |
| 5   | CAN Robert Zimmerman | 72.54  |
| 6   | GBR Herbert Pott     | 71.45  |
| 7   | SWE John Jansson     | 69.64  |
| 8   | USA George Gaidzik   | 68.01  |

## Plataforma de 10 m masculino
| Pos. | País           | Atletas         |
| ---- | -------------- | --------------- |
|      | Suécia (SWE)   | Erik Adlerz     |
|      | Alemanha (GER) | Albert Zürner   |
|      | Suécia (SWE)   | Gustaf Blomgren |

### Primeira fase
Os dois saltadores com maior número de pontos em cada eliminatória mais os dois melhores saltadores não classificados avançaram para a final.
Eliminatória 1
| Pos | Saltador              | Pontos |
| --- | --------------------- | ------ |
| 1   | SWE Hjalmar Johansson | 68.06  |
| 2   | GER Albert Zürner     | 65.04  |
| 3   | GER Hans Luber        | 61.66  |
| 4   | SWE Gösta Sjöberg     | 62.08  |
| 5   | SWE Ernst Brandsten   | 61.42  |
| 6   | USA George Gaidzik    | 62.56  |
| 7   | SWE John Jansson      | 59.75  |
| 8   | GER Kurt Behrens      | 58.35  |
| 9   | FIN Leo Suni          | 48.93  |

Eliminatória 2
| Pos | Saltador             | Pontos |
| --- | -------------------- | ------ |
| 1   | SWE Erik Adlerz      | 74.76  |
| 2   | SWE Gustaf Blomgren  | 68.5   |
| 3   | SWE Harald Arbin     | 62.75  |
| 4   | SWE Ernst Eklund     | 59.94  |
| 5   | NOR Sigvard Andersen | 56.4   |
| 6   | FIN Oscar Wetzell    | 50.46  |
| 7   | FIN Kalle Kainuvaara | 48.1   |
| -   | USA Arthur McAleenan | DNF    |

Eliminatória 3
| Pos | Saltador                  | Pontos |
| --- | ------------------------- | ------ |
| 1   | SWE Albin Carlsson        | 66.98  |
| 2   | GBR George Yvon           | 65.7   |
| 3   | FIN Toivo Aro             | 62.75  |
| 4   | SWE Robert Andersson      | 60.39  |
| 5   | SWE Jens Harald Stefenson | 41.54  |
| -   | CAN John Lyons            | DNF    |

DNF - não completou a prova

### Final
| Pos | Saltador              | Pontos |
| --- | --------------------- | ------ |
| 1   | SWE Erik Adlerz       | 73.94  |
| 2   | GER Albert Zürner     | 72.6   |
| 3   | SWE Gustaf Blomgren   | 69.56  |
| 4   | SWE Hjalmar Johansson | 67.8   |
| 5   | GBR George Yvon       | 67.66  |
| 6   | SWE Harald Arbin      | 62.62  |
| 7   | SWE Albin Carlsson    | 63.16  |
| 8   | FIN Toivo Aro         | 57.05  |

## Salto simples em altura masculino
| Pos. | País         | Atletas           |
| ---- | ------------ | ----------------- |
|      | Suécia (SWE) | Erik Adlerz       |
|      | Suécia (SWE) | Hjalmar Johansson |
|      | Suécia (SWE) | John Jansson      |

### Primeira fase
O saltador com maior número de pontos em cada eliminatória mais os quatro melhores saltadores não classificados avançaram para a final.
Eliminatória 1
| Pos | Saltador             | Pontos |
| --- | -------------------- | ------ |
| 1   | GER Paul Günther     | 36.1   |
| 2   | SWE Torsten Eriksson | 35.8   |
| 3   | FIN Tauno Ilmoniemi  | 35     |
| 4   | SWE Alfred Johansson | 34.7   |
| 5   | NOR Nils Tvedt       | 31.7   |
| 6   | SWE Sven Elis Holmér | 30.2   |
| 7   | NOR Sigvard Andersen | 28.6   |
| -   | RUS Victor Baranov   | DNF    |

DNF - não completou a prova
Eliminatória 2
| Pos | Saltador             | Pontos |
| --- | -------------------- | ------ |
| 1   | SWE John Jansson     | 38.3   |
| 2   | USA George Gaidzik   | 36.2   |
| 3   | GBR George Yvon      | 35.2   |
| 4   | SWE Gunnar Ekstrand  | 35.3   |
| 5   | USA Arthur McAleenan | 34.9   |
| 6   | ITA Carlo Bonfanti   | 28.5   |
| 7   | NOR Alfred Engelsen  | 28.3   |

Eliminatória 3
| Pos | Saltador                   | Pontos |
| --- | -------------------------- | ------ |
| 1   | SWE Hjalmar Johansson      | 40.1   |
| 2   | FIN Toivo Aro              | 39.4   |
| 3   | SWE Axel Runström          | 38.3   |
| 4   | SWE Ernst Brandsten        | 37.7   |
| 5   | SWE Victor Gustaf Crondahl | 37     |
| 6   | GER Hans Luber             | 36.2   |
| 7   | GER Kurt Behrens           | 35.1   |
| 8   | CAN John Lyons             | 32.5   |
| 9   | SWE Jens Harald Stefenson  | 31.2   |

Eliminatória 4
| Pos | Saltador               | Pontos |
| --- | ---------------------- | ------ |
| 1   | SWE Erik Adlerz        | 39.9   |
| 2   | FIN Oscar Wetzell      | 33.8   |
| 3   | FIN Kalle Kainuvaara   | 33.2   |
| 4   | FIN Albert Nyman       | 32     |
| 5   | FIN Leo Suni           | 32.1   |
| 6   | GER Albert Zürner      | 31.7   |
| 7   | SWE Sven Magnus Montan | 30.2   |

### Final
| Pos | Saltador                   | Pontos |
| --- | -------------------------- | ------ |
| 1   | SWE Erik Adlerz            | 40     |
| 2   | SWE Hjalmar Johansson      | 39.3   |
| 3   | SWE John Jansson           | 39.1   |
| 4   | SWE Victor Gustaf Crondahl | 37.1   |
| 5   | FIN Toivo Aro              | 36.3   |
| 6   | SWE Axel Runström          | 36     |
| 7   | SWE Ernst Brandsten        | 36.2   |
| -   | USA Paul Günther           | DNF    |

DNF - não completou a prova

## Plataforma de 10 m feminino
| Pos. | País               | Atletas         |
| ---- | ------------------ | --------------- |
|      | Suécia (SWE)       | Greta Johansson |
|      | Suécia (SWE)       | Lisa Regnell    |
|      | Grã-Bretanha (GBR) | Isabella White  |

### Primeira fase
As duas saltadoras com maior número de pontos em cada eliminatória mais as quatro melhores saltadoras não classificadas avançaram para a final.
Eliminatória 1
| Pos | Saltador            | Pontos |
| --- | ------------------- | ------ |
| 1   | SWE Greta Johansson | 36.2   |
| 2   | SWE Lisa Regnell    | 34.1   |
| 3   | GBR Isabella White  | 33.9   |
| 4   | SWE Tora Larsson    | 31     |
| 5   | SWE Selma Andersson | 30.6   |
| 6   | SWE Elsa Andersson  | 29.7   |
| 7   | SWE Willy Thulin    | 25     |
| 8   | SWE Märta Adlerz    | 21.9   |

Eliminatória 2
| Pos | Saltador            | Pontos |
| --- | ------------------- | ------ |
| 1   | SWE Ella Eklund     | 34.4   |
| 2   | SWE Elsa Regnell    | 34.9   |
| 3   | SWE Gerda Johansson | 28.7   |
| 4   | SWE Dagmar Nilsson  | 27.3   |
| 5   | SWE Ester Edström   | 26.3   |
| -   | AUT Hanny Kellner   | DNF    |

DNF - não completou a prova

### Final
| Pos | Saltador            | Pontos |
| --- | ------------------- | ------ |
| 1   | SWE Greta Johansson | 39.9   |
| 2   | SWE Lisa Regnell    | 36     |
| 3   | GBR Isabella White  | 34     |
| 4   | SWE Elsa Regnell    | 33.2   |
| 5   | SWE Ella Eklund     | 31.9   |
| 6   | SWE Elsa Andersson  | 31.3   |
| 7   | SWE Selma Andersson | 28.3   |
| 8   | SWE Tora Larsson    | 26.8   |

## Quadro de medalhas dos saltos ornamentais
| Ordem | País             | Medalha de ouro | Medalha de prata | Medalha de bronze | Total |
| ----- | ---------------- | --------------- | ---------------- | ----------------- | ----- |
| 1     | SWE Suécia       | 3               | 2                | 2                 | 7     |
| 2     | GER Alemanha     | 1               | 2                | 1                 | 4     |
| 3     | GBR Grã-Bretanha | 0               | 0                | 1                 | 1     |